# Galoiberski jezici
Galoiberski jezici,  jedna od dvije glavne grane zapadnoitalskih jezika koja obuhvaća 32 jezika, 26 jezika na popisu u Ethnologue u Španjolskoj, Italiji i Portugalu. Sastoji se od uže galoromanske i iberoromanske skupine.
A) Galoromanski (17 jezika)
a1. Galoitalski: (6) jezika:
1) Emilijanski [egl], nastao odvajanjem od emilijano-romanjolo,
2) Ligurski,
3) Lombardski,
4) Pijemontski,
5) Romanjolski [rgn], nastao odvajanjem od emilijano-romanjolo,
6) Venecijanski.
a2. Galoretijski. 11 jezika
a. Oilski (8) jezika (2 izumrla):
a1. Francuski (7; 2 izumrla):
1) Francuski (82 milijuna):
2) Judeofrancuski,
3) Kajunski (jezik Kajuna iz Louisiane),
4) Pikardijski,
5) Valonski.
6) Anglonormanski †
7) Srednjovjekovni francuski †
a2. Jugoistočni oilski (1):
1) Frankoprovansalski
b. Retijski /retoromanski/ 3 jezika: 66 000 govornika: 
1) Ladinski,
2) Furlanski,
3) Romanš.
B) Iberoromanski  (15) jezika: 
a) Istočnoiberski. (1) jezik.
1) Katalonski (4 000 000; 1994.), kao materinski, plus 5 000 000 kao drugi jezik. 6 000 000 etničkih Katalonaca živi u Španjolskoj, uključujući Valencijce.
b) Okcitanski jezici (3) jezika:
b1. Okcitanski:
1) Overnjanski, u Auvergne, Francuska.
2) Gaskonjski, jezik Gaskonjaca, 250 000 u svim državama.  Ima više dijalekata.
3) Limuzinski, u provinciji Limousin, Francuska.
4) Langedoški, u provinciji Languedoc.
5) Provansalski, 354 500 u svim zemljama
b2. Shuadit ili judeoprovansalski. Izumrli †
b3. Staroprovansalski. Povijesni †
c) Zapadnoiberski, 11 jezika
c1. Asturleonski (2):
1) Asturski, 100 000 kao prvi jezik  (materinski) i 450 000 kao drugi (1994.). Ima 550 000 etničkih Asturaca.
2) Mirandski, Govori ga 10 000 Mirandeza (1995.), malena etnička manjina, čije je glavno gradsko središte Miranda u Portugalu.
c2. Kastiljski (5):
1) Estremadurski, jezik Estremaduraca, 200 000 (1994.) aktivnih govornika.
2) Judeošpanjolski ili ladino.
3) Španjolski (kastiljski), 266 000 000 u svim zemljama (1987.); 352 000 uključujući pripadnike raznih naroda kojima nije materinski.
4) loreto-ucayali španjolski
5) Starošpanjolski †
c3. Portugalsko-galicijski (4, 1 izumro):
1) Fala
2) Galicijski, 4 milijuna u svim državama. Jezik je Galjega
3) Portugalski 170 000 000 u svim zemljama (1995.)
4) Staroportugalski (portugalsko-galicijski) †

## Vanjske poveznice
- Ethnologue (14th)
- Ethnologue (15th)
- Tree for Gallo-Iberian[neaktivna poveznica]